# Центри за самосталан живот
Центри за самосталан живот су установе и програми који обезбеђују социјалне и здравствене услуге за особе са хендикепом, као и партнерску подршку (персоналне асистенте) и информацију за породице. У центрима често раде особе са хендикепом и пружају услуге као што су саветовање, легално заступање, финансијска подршка и подршка менталном здрављу, транспорт и поправка колица и других помагала.